# Morile de vânt din Schiedam

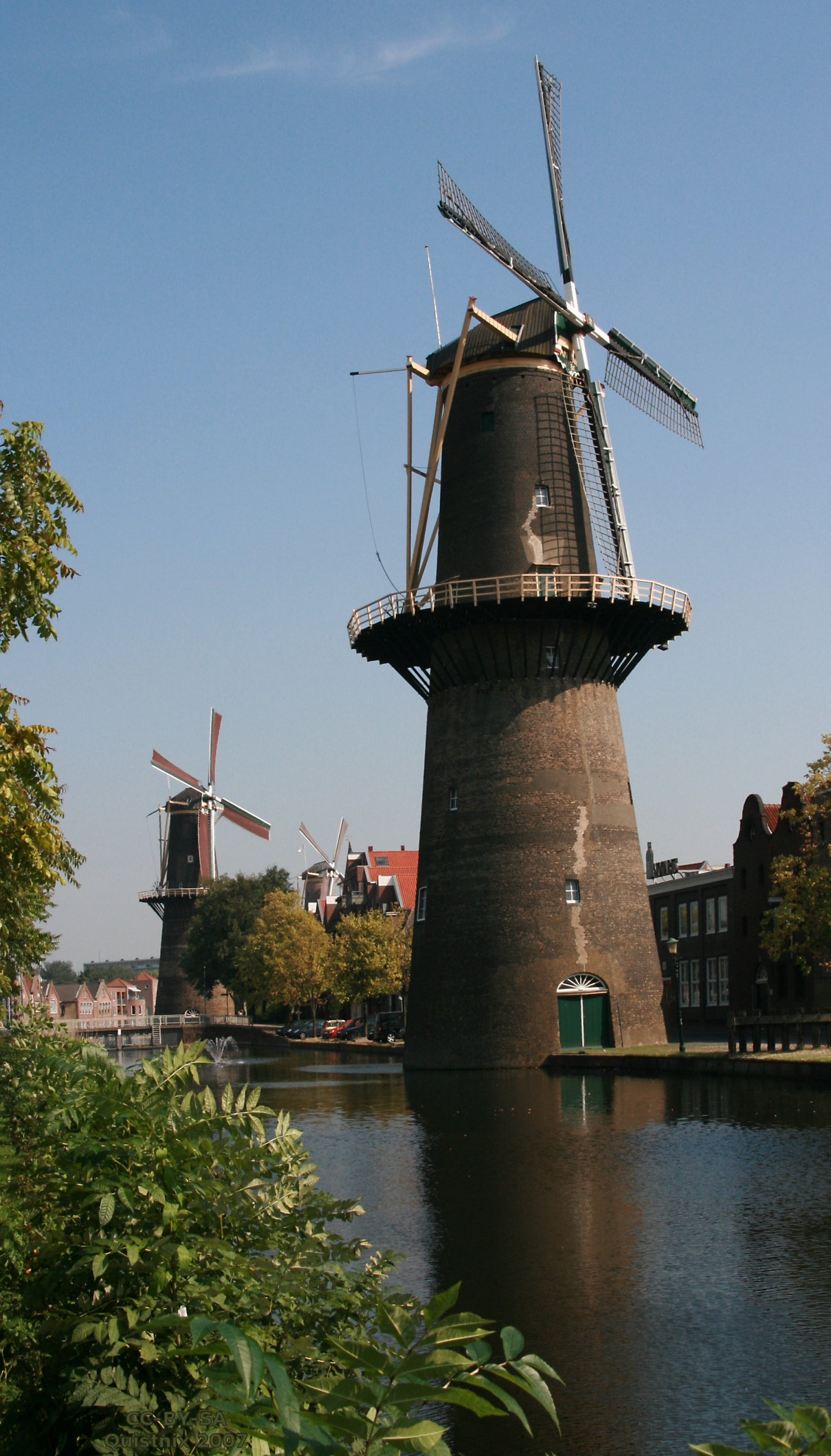
Vedere asupra a trei dintre cele cinci mori clasice ale orașului, De Vrijheid, De Noord și De Palmboom (în fundal)

Morile de vânt din Schiedam sunt cele mai înalte mori de vânt clasice din lume. Din cele douăzeci de mori care existau în vechiul Schiedam, au mai rămas doar șase. Aceste mori erau folosite ca mori pentru malț, măcinând cereale pentru producătorii de băuturi spirtoase care distilau vin de malț pentru industria de gin olandez, jenever⁠(d). În afara orașului vechi, se află încă morile Babbersmolen. Începând din martie 2006, Schiedam are o a șaptea moară (modernă), De Nolet. Cu o înălțime de peste 43 de metri, este cea mai înaltă moară de vânt clasică din lume și produce energie.

## Cele douăzeci de mori de vânt din Schiedam
(Italic = moară care încă există)
- De Steene Molen (1683-1779)
- De Drie Koornbloemen (1770-prezent)
- De Eendragt (1778-1907)
- De Meyboom (1779-1926)
- De Palmboom (1781-1899), trunchi între 1899-1987, reconstruit între 1991-1993; cunoscută din 1993 până în 2018 ca De Nieuwe Palmboom
- De Ploeg (1782-1902/1903)
- De Vrijheid (1785-prezent)
- De Washington (De Wilhelmina) (1791-1903)
- De Walvisch (1794-prezent)
- De Witte (1792-1895)
- De Batavier (1797-1907)
- De Noord (1803-prezent); predecesorul de piatră, construit în 1707 și numit De Noort Moole, a fost demolat și reconstruit în 1803
- De Gapert (1634-1864)
- De Westmolen (1580-1869)
- De Gekroonde Brandersketel (De Brandersmolen) (1711-1872)
- De Kameel (1715-1868, 2011-prezent)
- De Hoop (1727-1907)
- De Oost (1727-1962)
- De Star (1716-1823, ars și demolat; situat la sud-vest de De Vrijheid)
- De Draak (1854-anii '50)
- De Nolet (2006-prezent)

### Moara De Walvisch

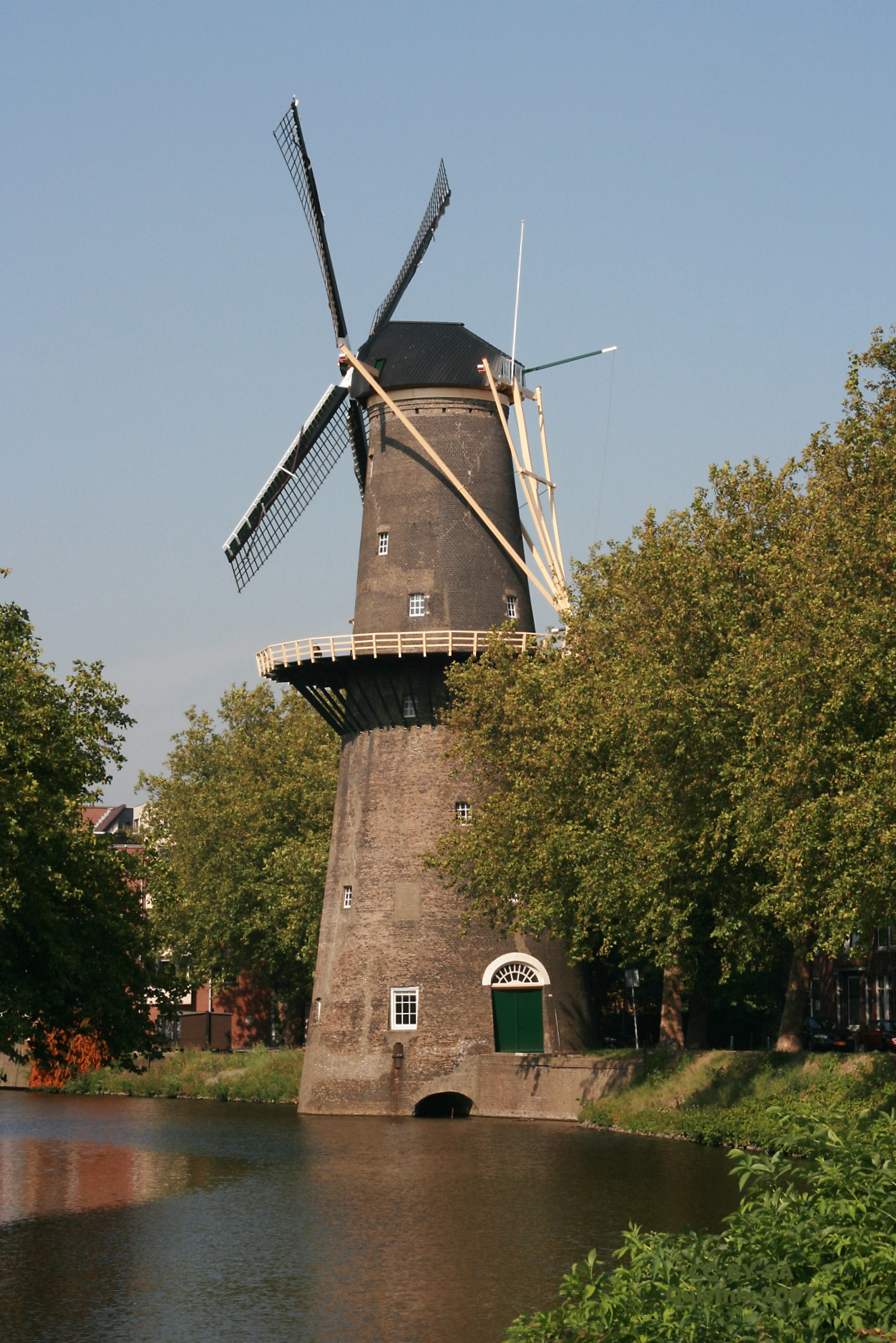
Moara De Walvisch

De Walvisch de pe Westvest a fost construită în 1794, iar piatra de temelie a fost pusă de A. Nolet. Familia Nolet este încă bine cunoscută în Schiedam pentru producția de jenever și pentru cea mai înaltă moară de piatră, De Nolet. Moara a fost numită după vânătoarea de balene din Groenlanda, care a cunoscut o perioadă de glorie la sfârșitul secolului al XVIII-lea. De Walvisch a fost închiriată de 26 de producători de băuturi spirtoase și măcina cereale pentru producerea de jenever. La începutul anilor 1900, moara a pierdut o parte din aripă în timpul unei furtuni; au fost necesare opt luni pentru a-i fi restaurate toate cele patru aripi.
În 1928, moara a fost vândută tinerei asociații De Hollandsche Molen din Amsterdam. În decembrie 1938, un incendiu a afectat moara De Walvisch. După incendiu, moara a fost reparată și a început din nou să macine, inclusiv magneziu pentru producerea unui medicament și a dioxidului de carbon pur, care era vândut fabricilor de băuturi carbogazoase din Schiedam. În anii '50, familia de morari Kluit a înființat o afacere de morărit în această moară și chiar au locuit în ea. Ei proveneau de la moara De Noord din Rotterdam, care a ars în 1954.
La începutul anilor '70, au fost restaurate balustrada și exteriorul aripilor, iar moara a primit un acoperiș complet nou. În 1982, s-a descoperit că era necesar un nou roată superioară. În De Walvisch s-au produs chiar și pachete de mixuri pentru pâine. Până la 14 februarie 1996, afacerea a funcționat în De Walvisch, dar un incendiu cauzat de un scurtcircuit a distrus moara, rămânând doar trunchiul. Datorită numeroaselor acțiuni ale companiilor, instituțiilor și locuitorilor din Schiedam, restaurarea morii De Walvisch a fost posibilă. În 1999, moara a devenit din nou funcțională, iar în 2002 a fost complet restaurată. Din Ziua Morilor 2002 (11 mai 2002), moara găzduiește un magazin care vinde produse de panificație măcinate artizanal, dar și diverse alte articole, cum ar fi forme pentru copt și saboți de lemn.
În februarie 2018, muzeul morilor s-a mutat de la De Nieuwe Palmboom la moara De Walvisch.
Asociația De Hollandsche Molen a transferat moara către Fundația De Schiedamse Molens.

### Moara De Drie Koornbloemen

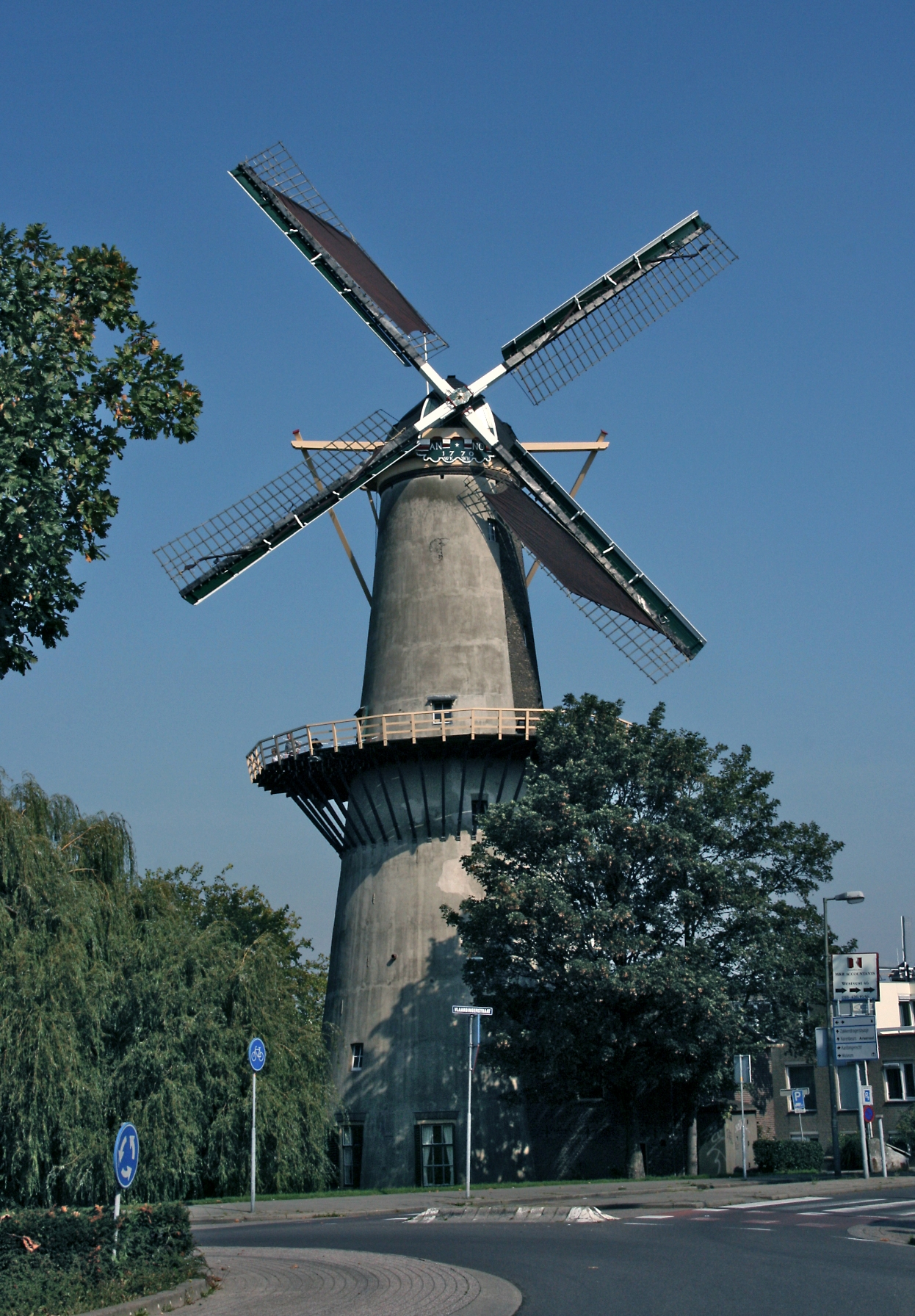
Moara De Drie Koornbloemen

Moara De Drie Koornbloemen, construită în 1770, este cea mai veche moară încă existentă în Schiedam și este deținută de 18 producători de băuturi spirtoase. Este singura moară care are o casă de morar atașată (probabil construită în 1832).
La începutul secolului al XIX-lea, moara a fost folosită pentru tăierea lemnului de mahon, iar câțiva ani mai târziu a devenit o moară pentru decorticarea orezului. După ce în 1857 a fost desființată taxa pe măcinare, proprietarul Kouwenhoven a decis să revină la măcinarea cerealelor pentru brutari. Generațiile ulterioare ale familiei Kouwenhoven au început să macine mazăre, porumb și fasole pentru producția de furaje pentru animale. În 1938, J.R. Sjoer a cumpărat moara și a renovat-o, folosind-o, alături de o moară cu bile (un tambur cu bile de oțel care pulverizează pietrele), pentru a măcina pietre în praf pentru compania sa de cărămizi și plăci.
În anii '50, moara a găzduit din nou o afacere de producție de furaje și cereale.
În 1976, primăria Schiedam a achiziționat moara, iar ulterior moara și casa morarului au fost complet restaurate. Pentru a conserva moara pentru viitor, în 2007 a fost reparat și reconstruit mecanismul de lemn. Fundația De Schiedamse Molens intenționează să reinstaleze vechiul echipament de decorticare în moară.

### Moara De Vrijheid
De Vrijheid, situată la Noordvest 40, este „moara vecină” a morii De Noord și a fost construită în 1785 la cererea mai multor producători de băuturi spirtoase, ca o moară de vânt de piatră, între morile De Noord și fosta moară De Star (construită în 1716, arsă și demolată în 1823). Cu toate acestea, construcția nu a fost apreciată de toți, deoarece unii producători erau îngrijorați că dimensiunea și lățimea noii mori ar putea afecta captarea vântului de către alte mori din apropiere. Moara a măcinat cereale pentru distilerii până în 1917.
Din 1917, odată cu preluarea de către noul proprietar, Cornelis Antonius Knock, moara și-a schimbat activitatea, trecând la măcinarea furajelor pentru animale. În 1939, moara a necesitat o restaurare. În timpul „iernii foametei” din 1944-1945, moara a măcinat mazăre și fasole pentru cantinele publice. După război, activitatea a fost oprită, iar în 1960 moara a fost achiziționată de municipalitatea din Schiedam. După o restaurare extinsă realizată de voluntari, moara a devenit funcțională din nou în 1974. În urma unei restaurări suplimentare în 1990, De Vrijheid este acum complet echipată, având trei seturi de pietre de moară, dintre care unul cu acționare electrică. Moara funcționează în principal în weekend și este proprietatea municipiului Schiedam.

### Moara De Noord

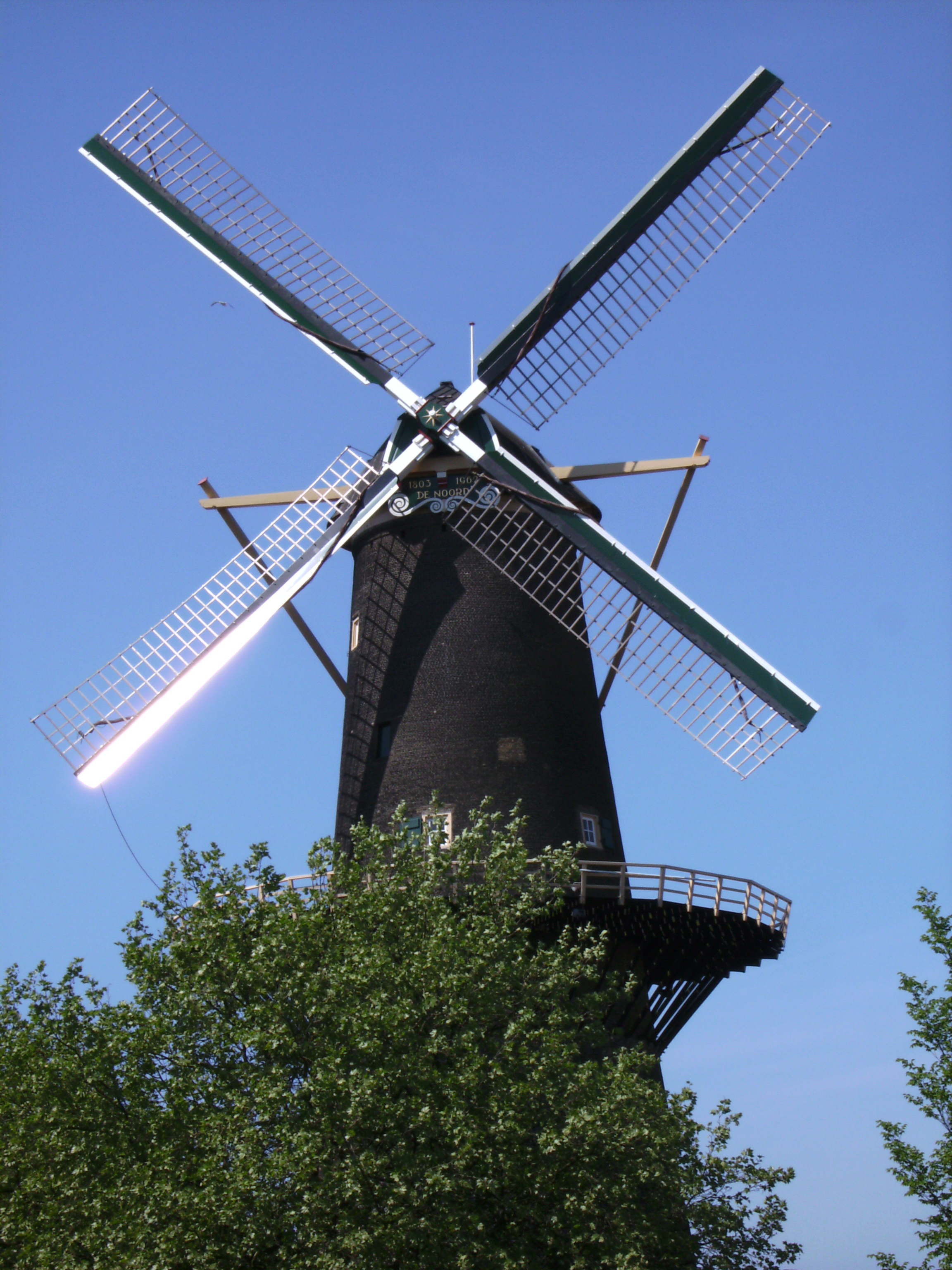
Moara De Noord

'De Vrijheid, situată pe Noordvest 40, a fost cu 33,3 metri cea mai înaltă moară din Schiedam, fiind depășită doar de De Hoop din Breda, cu o înălțime de 38 de metri. Deși moara nu mai este funcțională, rămâne a doua cea mai înaltă moară din lume. Cea mai înaltă moară din lume este acum a șasea moară din Schiedam, De Nolet (din 3 martie 2006).
Prima moară de piatră construită în această locație, numită De Noort Moole, a fost ridicată în 1707, înlocuind o moară de lemn din jurul anului 1400. În 1803, vechea moară a fost demolată și reconstruită mai aproape de malul apei, devenind actuala moară De Noord. Pietrele de temelie ale ambelor mori au fost așezate una lângă alta în zidul actual. Moara măcina malț pentru distileriile din Schiedam. La începutul secolului al XX-lea, în moară se măcinau furaje pentru animale și, mai târziu, făină de grâu pentru brutari. În anii '30, s-a renunțat la utilizarea vântului pentru măcinare. Partea superioară a morii – acoperișul, aripile, coada și balustrada – a fost îndepărtată, lăsând doar o structură asemănătoare unui turn cu două etaje.
În jurul anului 1955, primăria Schiedam a achiziționat turnul rămas și a restaurat moara pentru a fi din nou funcțională. Restaurarea, realizată în două etape, în 1962 și 1971, s-a concentrat mai mult pe refacerea părților îndepărtate (acoperișul, coada, aripile și balustrada) decât pe restul structurii. În anii '70, moara a început din nou să macine cereale folosind vântul. După restaurare, în moară a fost deschis un local de degustare, care în prezent funcționează ca restaurant.

### Moara De Palmboom
De Palmboom, construită în 1781, a ars în 1901, dar a fost reconstruită între 1991 și 1993. Până în 2018, moara a găzduit muzeul Museummolen De Nieuwe Palmboom, care oferea o privire asupra istoriei morilor. În prezent, această funcție a fost preluată de moara De Walvisch.

### Babbersmolen
Această moară de polder a stat mulți ani doar cu structura de bază lângă calea ferată Rotterdam-Hoek van Holland. Inițial construită ca o moară de vânt la sol, a fost înălțată la nivelul de moară cu platformă în timpul construcției liniei ferate. După ce Fundația De Schiedamse Molens a cumpărat moara, s-a propus restaurarea ei completă, iar restaurarea a fost finalizată la sfârșitul anului 2012. Inaugurarea oficială a avut loc în 2013. Moara se află în afara orașului vechi și nu face parte din morile urbane, având o altă funcție.

### Moara De Nolet

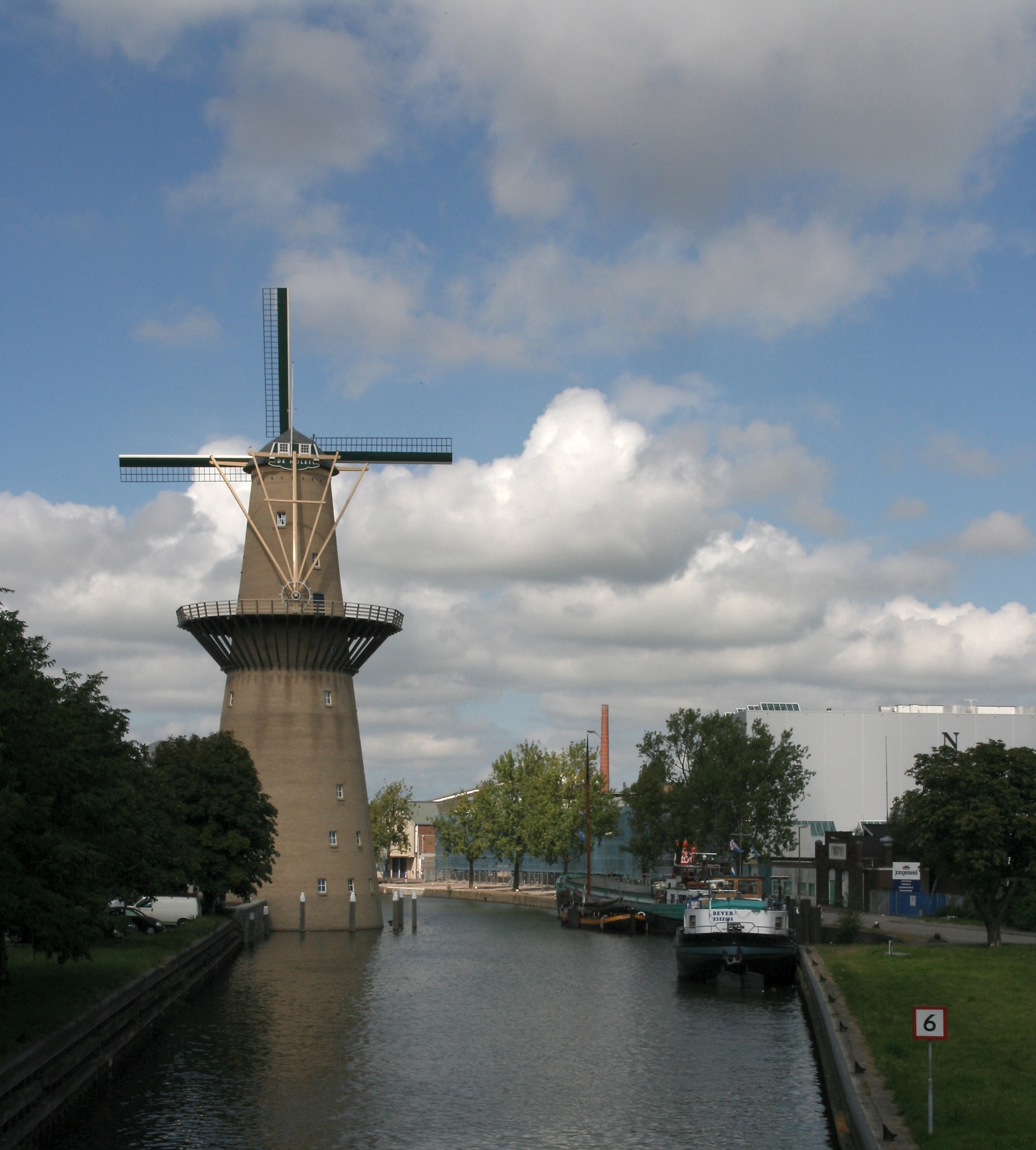
Moara De Nolet

După o perioadă de construcție de doi ani, la noua moară De Nolet din Schiedam s-au montat paletele pe 3 martie 2006, iar moara a fost pusă în funcțiune în mai 2006. De fapt, De Nolet este o turbina de vânt sub forma unei mori. Paletele sunt rotoruri acoperite de un cadru decorativ care nu are nicio funcționalitate. Cu zece etaje (numite zolder într-o moară), De Nolet este cea mai înaltă moară din lume, având 42,5 metri (și 55 de metri incluzând paletele aerodinamice). Capul morii se poate roti 360 de grade, transformând energia vântului în electricitate pentru distilerie.